# Kyle Labine
Kyle Labine, właśc. Jonathan Kyle Labine (ur. 7 kwietnia 1983 roku w Brampton, Ontario) – kanadyjski aktor filmowy i telewizyjny.

## Życiorys
Wychowywał się w Maple Ridge w Kolumbii Brytyjskiej, gdzie uczęszczał również do szkoły średniej. Jest bratem aktora Tylera Labine'a. Od 7 kwietnia 2007 roku jego żoną jest aktorka Sophie Ann Rooney, z którą występował w kanadyjskim serialu science-fiction Grand Star.
Labine wystąpił w filmach Freddy kontra Jason, Halloween: Resurrection, Egzamin dojrzałości, jednak głównie kojarzony jest z rolami w telewizji.
W 1997 r. nominowano go do nagrody YoungStar Award za rolę w serialu Gęsia skórka.